# راسيل سكوت
راسيل سكوت (بالإنجليزية: Russell Scott)‏ (1917 - 20 يناير 1980) هو ملاكم أمريكي.

## روابط خارجية
- راسيل سكوت على موقع بوكس ريك (الإنجليزية) (registration required)